# Apple Vision Pro
Apple Vision Pro — гарнитура смешанной реальности (охватывает дополненную и виртуальную реальности) от корпорации Apple, которая работает на базе процессора Apple M2 и вспомогательного чипа Apple R1. Представлена 5 июня 2023 года на WWDC 2023, и вышла 2 февраля 2024 года в США. Vision Pro можно использовать с адаптером питания или отдельным аккумулятором.
Первый продукт Apple в новой для компании категории с 2021 года, когда были представлены Apple AirTag.
Apple позиционирует Vision Pro как «пространственный компьютер» (англ. spatial computer), объединяющий цифровые медиа с реальным окружением. При этом для взаимодействия с системой можно использовать физические элементы управления: жесты, отслеживание движения глаз и голосовые команды.
Vision Pro разработаны как автономное устройство на базе операционной системы visionOS, которая является производной от iOS и предназначена для работы с приложениями виртуальной и дополненной реальности. Однако при необходимости устройство также можно подключить к Mac.

## История
В мае 2015 года корпорация приобрела немецкую компанию Metaio, занимающаяся разработками в сфере смешанной реальности. В этом же году корпорацией был нанят Майк Роквелл из Dolby Laboratories. Под его руководством была сформирована команда, направленная на разработку технологий смешанной реальности. Позднее, в 2017 году, был нанят бывший специалист NASA по дополненной и виртуальной реальности Джефф Норрис. До ухода Джонатана Айва из Apple команда Роквелла взаимодействовала с ним в процессе разработки гарнитуры смешанной реальности. Идея показывать глаза пользователя через передний дисплей была одобрена командой Айва.
В феврале 2021 года стало известно, что именно вице-президент по инженерным вопросам Apple Дэн Риччио возглавил команду проекта новой гарнитуры смешанной реальности который перешёл на следующую фазу разработки, когда её начали превращать в реальный продукт. Но повседневную работу над этим проектом продолжил возглавлять вице-президент по AR и VR Майк Роквелл.
В январе 2024 г. весь предзаказ на гарнитуру Apple Vision Pro был выкуплен за час.
В начале февраля 2024 энтузиасты создали первый эксплойт для Apple Vision Pro; аспирант Массачусетского технологического института (MIT) Джозеф Равичандран заявил, что на ее основе может быть создан джейлбрейк для AR-очков.

## Характеристики

### Дизайн и материалы
Передняя часть Apple Vision Pro выполнена из стекла, остальная часть корпуса изготовлена из алюминия. За передним стеклом присутствует OLED-дисплей, выполняющий роль индикатора внимания пользователя гарнитуры.

### Дисплеи и оптика
Устройство включает в себя два micro-OLED дисплея, имеющие в совокупности 23 млн пикселей.
Линзы, разработанные совместно с компанией Zeiss, могут быть использованы вместо очков для коррекции зрения при использовании Vision Pro. Их крепление осуществляется при помощи магнитов.

### Сенсоры и датчики
Гарнитура содержит 12 камер (в том числе четыре камеры, направленные на глаза пользователя для отслеживания взгляда и работы функции Optic ID), пять сенсоров (TrueDepth и LiDAR).
Помимо этого, для взаимодействия с пользователем устройство оборудовано шестью микрофонами.

### Звук
Динамики размещены в оголовье устройства, около ушей пользователя. Они способны воспроизводить объёмный звук с помощью технологии Spatial audio.

### Аккумулятор
Apple Vision Pro имеет небольшой внешний аккумулятор, соединенный с шлемом по специальному проводу, обеспечивающий работу в течение двух часов. Кроме того, пользователи Vision Pro могут подключить устройство к электрической розетке для продления времени работы.

### Подключения
Гарнитура поддерживает подключение к внешним Bluetooth-устройствам (в том числе к Magic Keyboard, Magic Trackpad и Magic Mouse), а также возможность передавать изображение с компьютера Mac в дополненную реальность.

## Отзывы и критика
В апреле 2024 года Apple сократил выпуск и поставки Vision Pro из-за низкого спроса. При заявленном уровне продаж в 850 000 экземпляров Apple скорректировали планы на 450 000 устройств. Из-за низкого спроса были поставлены под сомнения планы Apple выпустить вторую версию Vision Pro в 2025 году. 25 апреля был отправлен на пенсию директор по маркетингу линейки Vision Pro Фрэнк Казанова.